# 環宇海龍屬
環宇海龍屬，也称齐海龙属，為輻鰭魚綱棘背魚目海龍科的其中一屬。

## 下属物种
- 白吻環宇海龍（Cosmocampus albirostris）
- 窄身環宇海龍（Cosmocampus arctus arctus）
- Cosmocampus arctus coccineus
- 鮑氏環宇海龍（Cosmocampus balli）
- 班氏環宇海龍（Cosmocampus banneri）
- 短頭環宇海龍（Cosmocampus brachycephalus）：又稱短頭冠海龍。
- 達羅環宇海龍（Cosmocampus darrosanus）
- 睡環宇海龍（Cosmocampus elucens）
- Cosmocampus heraldi
- 希氏環宇海龍（Cosmocampus hildebrandi）
- 豪溫環宇海龍（Cosmocampus howensis）
- 緬甸環宇海龍（Cosmocampus investigatoris）
- 馬氏環宇海龍（Cosmocampus maxweberi）
- 深水環宇海龍（Cosmocampus profundus）
- 後翼環宇海龍（Cosmocampus retropinnis）